# Premi Vicent Andrés Estellés de poesia
El Premi Vicent Andrés Estellés de poesia és un premi literari en llengua catalana convocat per Edicions 3 i 4 i entregat dins els Premis Octubre celebrats cada any al País Valencià.
Al premi hi poden optar totes les obres, inèdites i en llengua catalana, de poesia i té una dotació de 3.000 euros.

## Guanyadors
- 1973 Joan Navarro, per Grills esmolen ganivets a trenc de por
- 1974 Miquel Bauçà, per Notes i comentaris
- 1975 Francesc López Barrios, per Àfrica
- 1976 Marc Granell, per Llarg camí llarg
- 1977 Josep Fèlix Escudero i Pitarch, per Paraula de Miquel
- 1978 Manuel Rodríguez i Castelló, per La ciutat del tràngol
- 1979 Joan Barceló i Cullerés, per Diables d'escuma
- 1980 Pere Rovira i Planas, per Distàncies
- 1981 Joan Margarit, per Vell malentès
- 1982 Jaume Pont Ibáñez, per Divan
- 1983 Francesc Prat i Figueres, per El soldat rosa
- 1984 Joan Vicent Clar, per Le sucrier velours
- 1985 Jordi Pàmias, per Àmfora grega
- 1986 Antoni Fornes Gomiz, per Diapasó amerat
- 1987 Felícia Fusté i Viladecans, per I encara
- 1988 Teresa Pascual Soler, per Les hores
- 1989 Josep Lluís Roda i Balaguer, per Sobre l'hamada
- 1990 Manuel Garcia i Grau, per Els noms insondables
- 1991 Gaspar Jaén i Urban, per Fragments
- 1992 Vicent Salvador i Liern, per Mercat de la sal
- 1993 Vicent Coll i Pitarch, per Roda de solituds
- 1994 Jaume Creus i del Castillo, per Eros d'encesa fletxa
- 1995 Vicenç Llorca i Berrocal, per Atlas d'aigua
- 1996 Josep Ballester i Roca, per La mar
- 1997 Raimon Àvila i Castells, per Barrancs de fut i lut
- 1998 Josep Porcar Museros, per La culpa
- 1999 Antoni Albalat Salanova, per Llibre de voliaines
- 2000 Pere Bessó González, per Narcís de la memòria
- 2001 Tònia Passola i Vidal, per La sensualitat del silenci
- 2002 Pere Pena i Jové, per Plom a les ales
- 2003 Patrick Gifreu, per La seda d'un so

Jean Serra, per Convocat silenci
- 2004 Ramon Guillem Alapont, per Celebració de la mirada
- 2005 Vicenç Altaió i Morral, per Santa follia de ser càntic
- 2006 Jordi Julià i Garriga, per Principis de plaer
- 2007 Desert
- 2008 Josep Lluís Roig, per Peixos d'un mar sec
- 2009 Lluís Calvo, per Col·lisions
- 2010 Cèlia Sànchez-Mústich, per On no sabem
- 2011 Jordi Llavina, per Entrada de fosc
- 2012 Josep Anton Soldevila, per El mur de Planck[1]
- 2013 Miquel Bezares Portell, per Origen[2]
- 2014 Jordi Mas i López, per Febrer[3]
- 2015 Josep-Ramon Bach i Núñez, per Secreta dàlia[4]
- 2016 Rubén Luzón, per Alguna cosa
- 2017 Carles Camps Mundó, per El rostre d'uns escrits
- 2018 Carles Mulet Grimalt, per Naixement d'Islàndia[5]
- 2019 Joan Duran, per Nua cendra
- 2020 Jordi Valls Pozo, per Pla 10 de l'espai exterior
- 2021 Ricard Ripoll, per Fènix[6]
- 2022 Laia Llobera i Serra per Paradísia[7]
- 2023 Irene Tarrés Canimas, per Nus de carn.[8]
- 2024 Isabel Garcia Canet, per Els afores[9]